# SBB Depot/Welle
SBB Depot/Welle wird als Gebräuchliches Quartier im Stadtteil II Länggasse-Felsenau geführt. Der westliche Teil  liegt im statistischen Bezirk Muesmatt, der östliche im statistischen Bezirk Stadtbach. Es umfasst vor allem die Gleisanlagen und Bahnbetriebsgebäude westlich des Hauptbahnhofes bis zur Waldheimstrasse. Die Welle von Bern als Zugang zu den Gleisen des Bahnhofs Bern wurde als westliche Passerelle 2004 in Betrieb genommen und gehört mit zum Quartier.
Im Jahr 2022 lebten im Quartier 6 Einwohner. Eine kleine Wohnbebauung befindet sich südlich der Depotstrasse direkt an den Geleisen.